# Gebr. Klingenberg

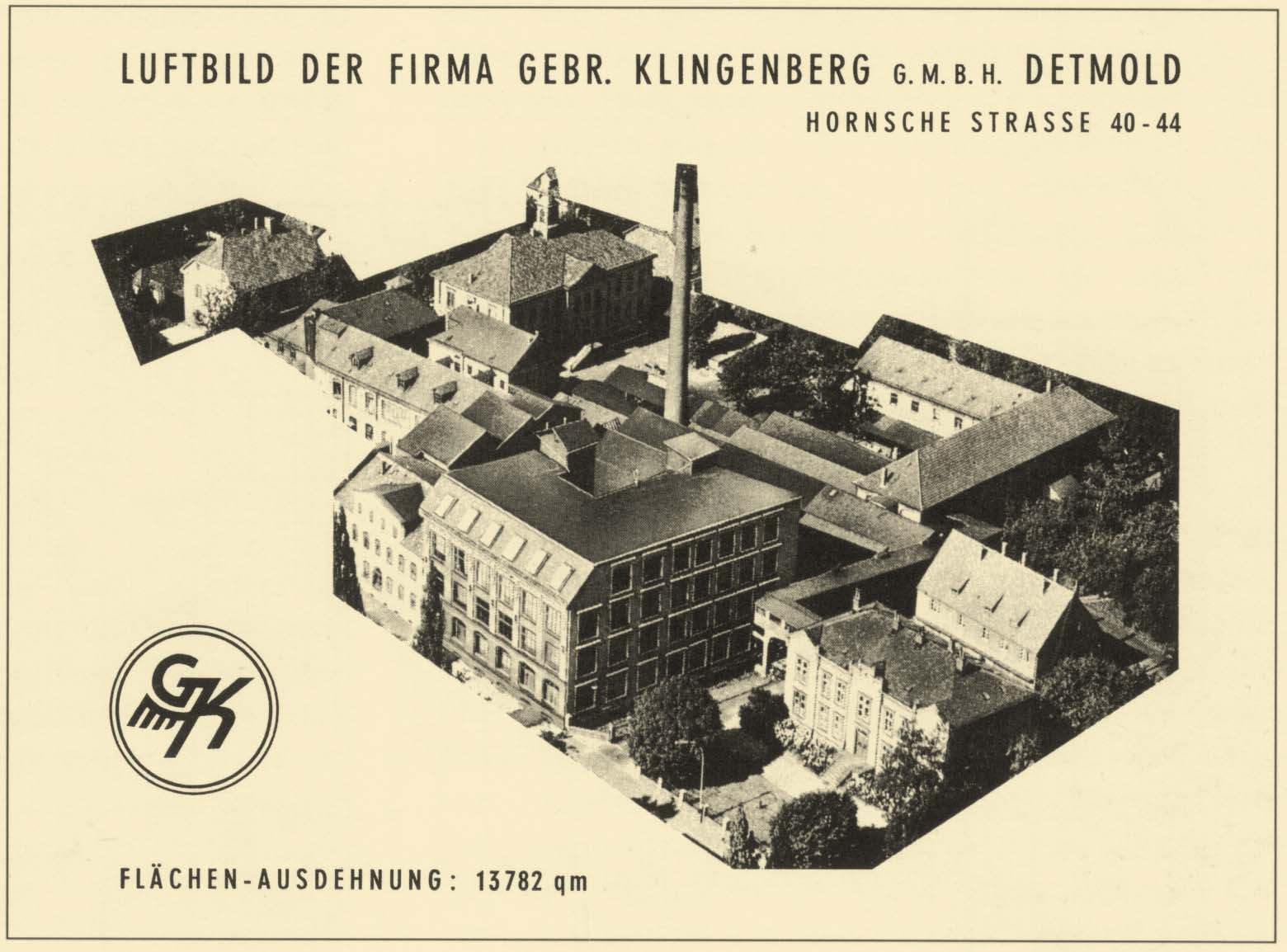
Werbepostkarte der Fa. Gebr.Klingenberg

Die Firma Gebr. Klingenberg GmbH im ostwestfälisch-lippischen Detmold war eine Druckerei und zu ihrer Blütezeit der größte Arbeitgeber in der damaligen Residenzstadt Detmold. Am 28. Dezember 1865 wurde dem Kaufmann Wilhelm Klingenberg von der Fürstlich Lippischen Regierung die Konzession zur Errichtung einer Buch-, Kunst- und Musikalienhandlung erteilt. Daraus entwickelte sich in den nächsten Jahrzehnten ein graphischer Großbetrieb mit Weltgeltung. Im Jahr 2002 wurde das Unternehmen aus wirtschaftlichen Gründen abgewickelt.

## Geschichte

### Vorgeschichte
Die erste Buchdruckerei Lippes befand sich um 1560 in Lemgo, der damals größten Stadt in der Grafschaft. Mehrere Lemgoer Bürger hatten sich zuvor in der Hansestadt zu einer Druckergemeinschaft zusammengeschlossen, an deren Spitze ein Meister der Druckergesellen namens Johannes Schuchhenn stand. Am 25. Juli 1664 wurde von den Brüdern Albert und Henrich Meyer die Meyersche Druckerei und Hofbuchhandlung gegründet. Neun Jahre später war Albert alleiniger Geschäftsführer, weil sein Bruder Henrich verstarb. Am 16. Februar 1676 erteilte Simon Heinrich, Graf und Edler Herr zur Lippe, das folgende Privileg:

Albert Meyern und seinen Nachkommen bey der Lemgoer Trückerey dieses gnädige Privilegium und Freyheit hiermit, und wollen, daß alle das Zeuge, waß in dieser unser Grafschaft von Gesang- und andern Büchern, Leich-Pedigten, Verschen, Calendern und sonsten, wie es Nahmen haben mag, aufzulegen und zu trucken vorkömpt, nirgendt anders als zu mehr besagtem Lemgo bey Albert Meyern getrücket. Imgleichen, waß in unserer Landt- und andern Schuelen, in denen Städten und auf dem platten Lande an Schuel-, Gesang- und andern Büchern benötiget und bey ihme Albert Meyern zu bekommen, nicht außer Landes-, sondern von ihme gekauffet werden sollen.
Es wurde erwartet, dass Konsistorien, Pastoren, Bürgermeister und Stadträte die Einhaltung dieser gräflichen Verordnung überwachten. Darüber hinaus musste Albert Meyer geloben, einwandfreie Arbeit zu leisten. Mit diesem Privileg wurde eine Preisbindung für Buchdrucker und Buchhändler festgelegt. 1684 erschien eine gedruckte Kirchenordnung des Grafen Simon Heinrich, die zu den wichtigsten Veröffentlichungen der Druckerei zählte. In den Jahren 1728 bis 1754 baute Johann Heinrich Meyer das Verlagsgeschäft weiter aus und erhielt am 18. April 1754 vom Grafen Lippe eine Erneuerung des Privilegs, weil diese Druckerey und Buchhandlung schon geraume Jahre zum gemeinen Nutzen und zur besonderen Bequemlichkeit in gutem Stand und Flor gewesen und bis hierhin erhalten worden sei. Außerdem wurde er aufgefordert, die geplanten Drucksachen der Regierungs-Kanzlei zur Zensur vorzulegen.
Am 27. August 1754 starb Johann Heinrich Meyer und hinterließ keine männlichen Nachkommen. Seine Tochter Margaretha Elisabeth heiratete den 15 Jahre älteren Rektor des Lemgoer Gymnasiums, Christian Friedrich Helwing. Dieser legte sein Rektorat nieder und ließ sich als Buchdrucker ausbilden, um in das Geschäft seiner Schwiegermutter einzusteigen. Seit 1755 entwickelte sich der Verlag zu einem Zentrum aufklärerischer Publizistik. 1758 wurde Helwing zum Lemgoer Bürgermeister gewählt. Unter seiner Leitung übernahm die Meyersche Druckerei den Druck der Lippischen Intelligenzblätter von 1767 bis 1842 sowie der Lippischen Landesverordnungen. Zu Beginn des Jahres 1800 starb Helwing und sein Sohn Gottlieb Leopold Helwing übernahm das Geschäft von 1800 bis 1821. Nach seinem Tod kam es zu Auseinandersetzungen zwischen der Witwe Caroline Helwing und Detmolder Buchdruckern und Buchhändlern, vermutlich die Ursache für eine Verlegung des Hauptgeschäfts von Lemgo nach Detmold im Jahr 1842. Geschäftsführer war nun der Sohn Christian Leopold Maximilian Helwing.

### Gründung und erste Jahre

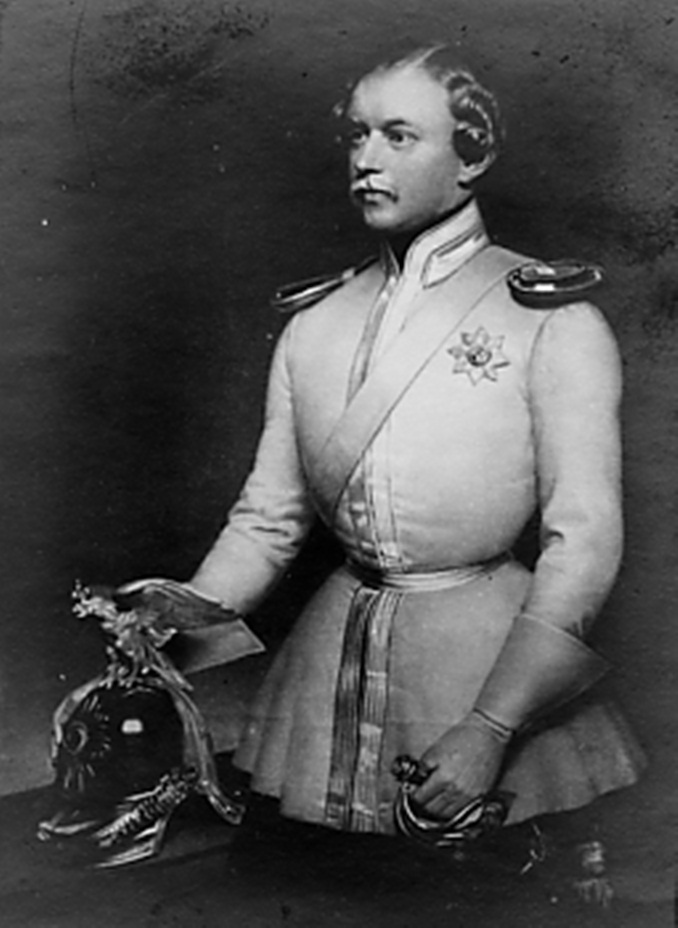
Fürst Leopold III. zur Lippe

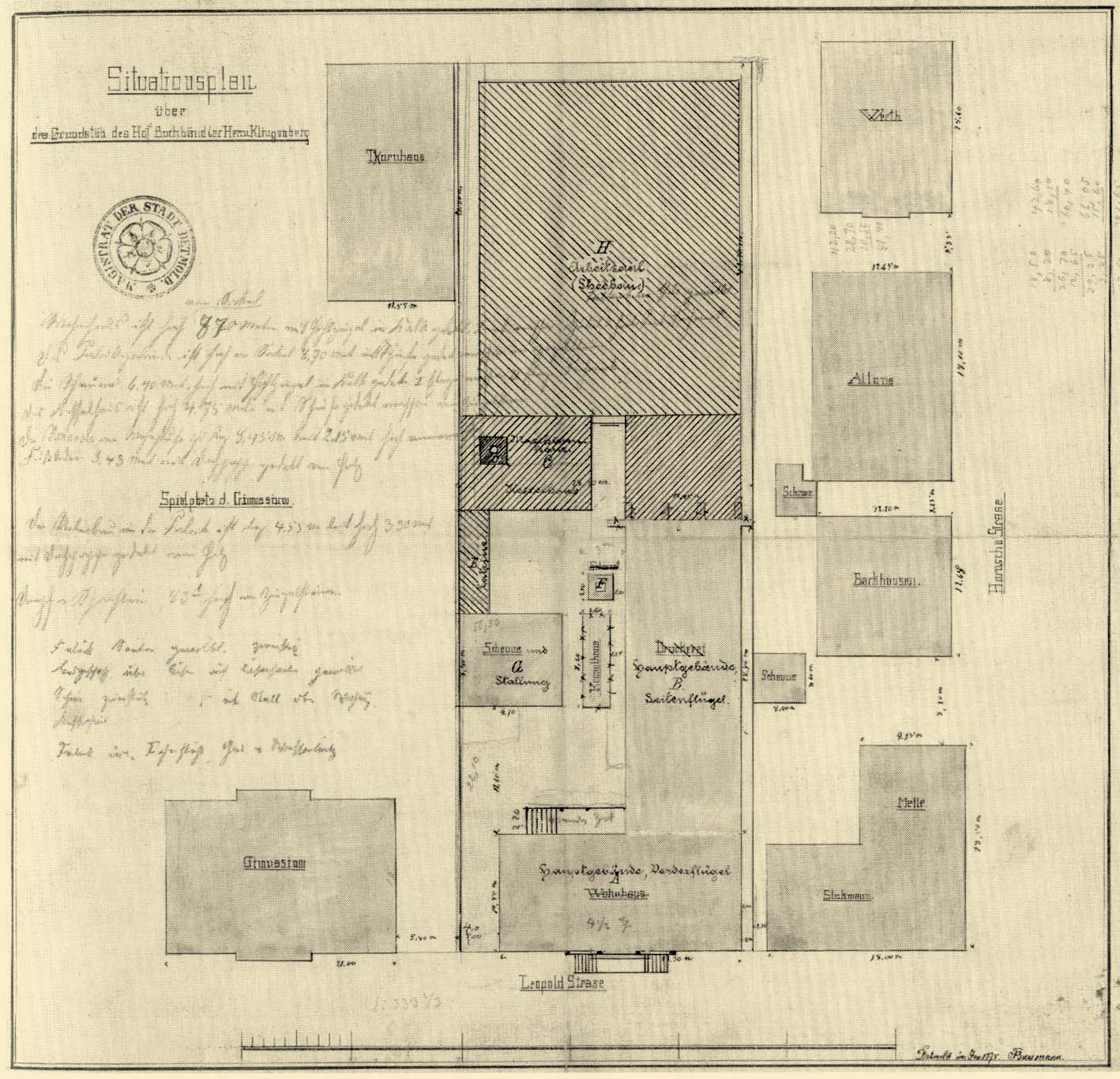
Plan der neuen Fabrikanlage an der Leopold-, Ecke Hornsche Straße.

Wilhelm und August Klingenberg wurden als Söhne eines Buchbinders geboren. Am 28. Dezember 1865 war dem gelernten Kaufmann Wilhelm Klingenberg von der Fürstlich Lippischen Regierung eine Konzession zur Errichtung einer Buch-, Kunst- und Musikalienhandlung am hiesigen Ort, unter Vorbehalt, jedoch der besonderen Rechte, welche der Meyerschen Hofbuchhandlung vermöge ihrer Privilegien zustehn, hiermit ertheilt worden. Ein Jahr später, am 29. Januar 1866, ersuchte Wilhelm Klingenberg die Regierung um Eintrag eines Gewerbes in das Firmenregister und um eine öffentliche Bekanntmachung. Kurz darauf erhielt August Klingenberg von seinem Bruder Wilhelm die Prokura in der Buch-, Kunst-, Musikalien- und Papierhandlung.
Fürst Leopold III. zur Lippe änderte die nicht mehr zeitgemäße Konzession der Meyerschen Druckerei und Hofbuchhandlung von 1754 dahingehend, dass diese kein ausschließliches Recht mehr auf den Betrieb dieser beiden Gewerbe habe. Am 16. Mai 1871 wurde dokumentiert, dass Wilhelm Klingenberg die geschäftlichen Locale, das Geschäft und die Firma der Meyerschen Hofbuchhandlung käuflich erworben hatte. Dieser war damals bereits eine lithografische Kunstanstalt angeschlossen, die an der Ecke Lange Straße/Exterstraße in Detmold lag. Mit dem Kauf übernahm Wilhelm Klingenberg auch das Lippische Regierungs- und Anzeigenblatt, dem später ein nichtamtlicher politischer Teil beigefügt wurde.
1874 wurden Verlag und Druckerei vollständig durch ein Feuer zerstört. Der Wiederaufbau erfolgte unverzüglich und schon im nächsten Jahr entstanden neue Firmengebäude an der Leopold-, Ecke Hornsche Straße.

### Kaiserreich und Erster Weltkrieg (1875–1918)

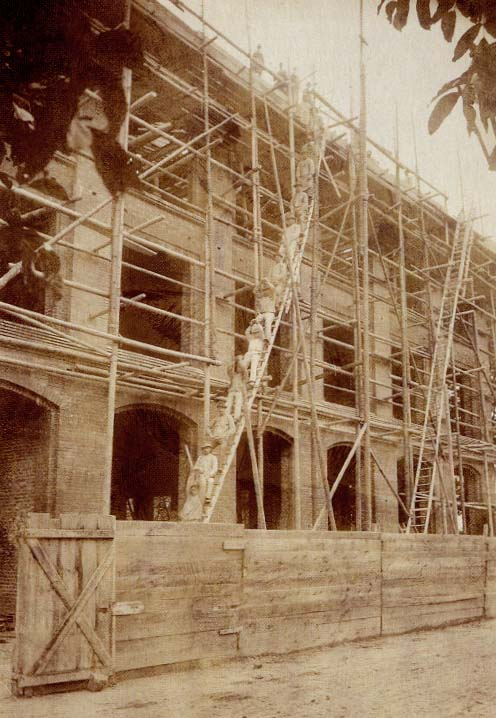
Neubau an der Hornschen Straße um 1902

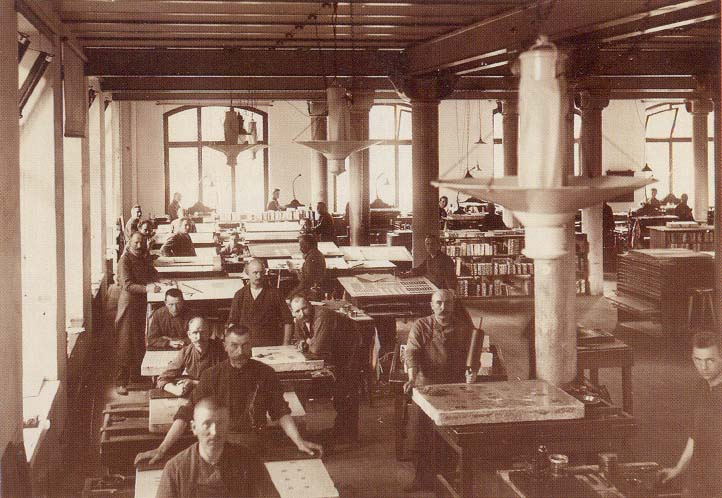
Umdruckerei um 1905

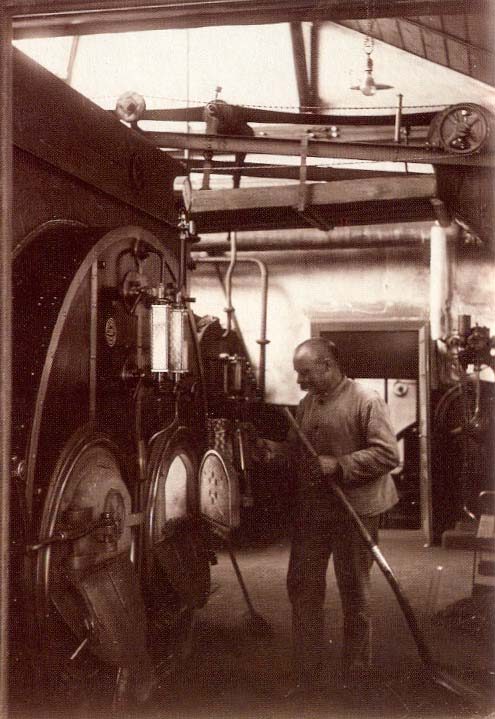
Kesselhaus um 1905

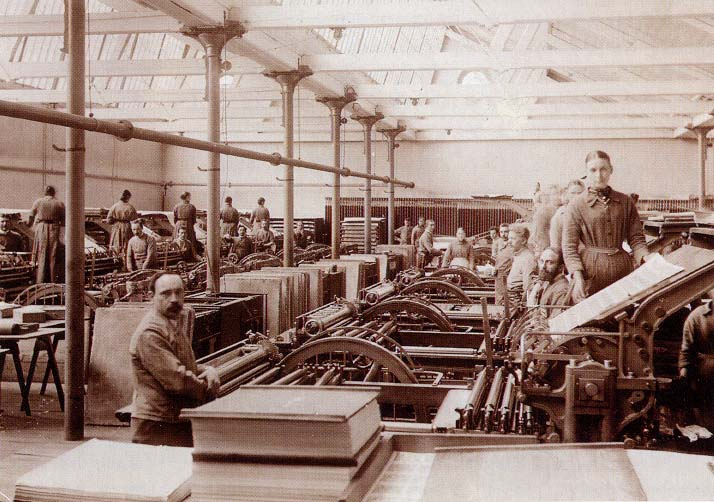
Maschinensaal um 1905

Während von dem abgebrannten Gebäudekomplex weder eine Ansicht noch ein Grundriss existiert, gibt es von der neuen Fabrikanlage einen Situationsplan aus dem Jahr 1875. Die dort eingezeichneten fremden Grundstücke an der Hornschen Straße wurden im Laufe der folgenden Jahre aufgekauft und für Erweiterungen der Druckerei verwendet. Auch das benachbarte Gymnasium an der Leopoldstraße wurde 1905 für 125.000 Mark erworben, nachdem das Gymnasium Leopoldinum (Detmold) in einen Neubau verlegt worden war.
Am 19. Oktober 1883 wurde die Meyersche Hofbuchhandlung an den Buchhändler H. Deneke aus Braunschweig verkauft, um sich voll auf das Druckereigeschäft zu konzentrieren. Am 5. April 1886 trat als dritter Gesellschafter Oskar Münsterberg in das jetzt unter dem Namen Gebr. Klingenberg OHG firmierende Unternehmen ein, schied aber einige Jahre später freiwillig aus dem Vertrag aus. Danach strengte er erfolglos einen Prozess gegen die Firma Klingenberg an, weil er sich um sein eingebrachtes Kapital betrogen fühlte. Nach diversen weiteren Veränderungen auf der Inhaberseite des Unternehmens wurden 1894 der bisherige Prokurist Theodor Staehle und der Kölner Kaufmann Willy Hofmann als Gesellschafter aufgenommen.
In den letzten beiden Jahrzehnten des 19. Jahrhunderts belieferte die Druckerei Klingenberg vor allen Dingen die Zigarrenindustrie in Norddeutschland, Westfalen, Berlin, Sachsen, Bayern und Württemberg. Weltweit bestanden Geschäftsbeziehungen zu Zigarrenherstellern in Kuba, den USA und Kanada.
Um 1900 waren die Geschäfte der Firma offenbar so erfolgreich, so dass größere Investitionen in die Erweiterung der Fabrikgebäude und des Maschinenparks möglich waren. Schon 1899 wurde der Druckmaschinensaal vergrößert. Zwei Jahre später genehmigte der Magistrat der Stadt Detmold den Neubau eines zentralen Fabrikgebäudes an der Hornschen Straße.
Der neue Gesellschafter Willy Hofmann übernahm 1904 die Geschäftsleitung und ein Jahr später wurde sein neun Jahre jüngerer Bruder Alex Hofmann zum Prokuristen ernannt. Am 4. Juni 1909 starb der erst 39-jährige Willy und ein Jahr später wurde Alex zum Geschäftsführer der in eine Familien-GmbH umgewandelten bisherigen Offenen Handelsgesellschaft ernannt. Am 12. März 1910 starb Kommerzienrat Wilhelm Klingenberg und am 21. Oktober 1913 folgte ihm sein Bruder, Kommerzienrat August Klingenberg, ins Grab.
In den Jahren 1912 bis 1913 wurde ein neues Maschinenhaus für mehrere Dampfmaschinen mit einem 40 Meter hohen Fabrikschornstein errichtet. Diese Maschinen dienten als Antrieb für die Steindruckpressen. Im Kellergeschoss wurde ein großes Lager und Archiv für gebrauchte Lithografiesteine angelegt.
Bald nach Beginn des Ersten Weltkriegs 1914 führte die hohe Zahl von Einberufungen junger Männer zum Kriegsdienst zum Arbeitskräftemangel. Eine Druckerei galt natürlich nicht als kriegswichtiger Betrieb. Klingenberg versuchte diesem Engpass durch eine vermehrte Einstellung von Frauen zu begegnen. Mit wachsender Kriegsdauer wirkten sich die fehlenden Nahrungsmittelimporte und der Mangel an landwirtschaftlichen Arbeitskräften negativ auf die Versorgungslage der Bevölkerung aus. Die Folge waren beträchtliche Preissteigerungen und Versorgungsmängel, die nur unzureichend durch Bewirtschaftungsmaßnahmen gemildert werden konnten.

### Weimarer Republik und Drittes Reich (1919–1945)

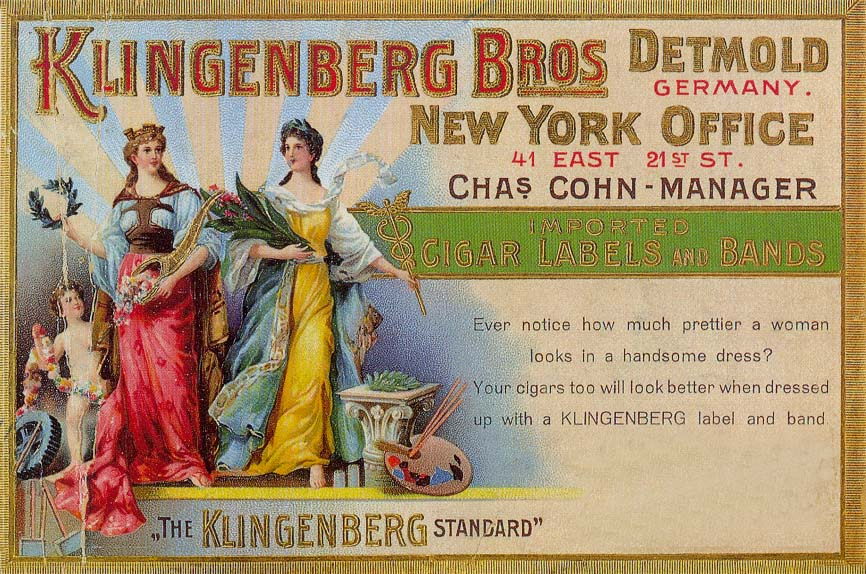
Eigenwerbung in den USA

Bis zur Mitte der 1920er Jahre gab es spürbare Einbußen bei den Umsätzen mit der Zigarrenindustrie. Während 1913 noch 146.000 Arbeiter in der deutschen Zigarrenindustrie beschäftigt waren, gab es 1925 nur noch 76.000 und im Januar 1926 war diese Zahl auf rund 8.000 Personen geschrumpft. Zusätzlich wirkte sich der schon im Ersten Weltkrieg einsetzende Währungsverfall auf die wirtschaftliche Lage aus. Die Inflation zu Beginn der 1920er Jahre und eine Tabaksteuererhöhung beeinflussten die Geschäfte negativ und führten dazu, dass große Posten an Zigarrenkistenausstattungen und Etiketten zu Schleuderpreisen verkauft werden mussten. Erst im April 1925 waren alle Druckmaschinen wieder voll ausgelastet. Besonders der Export in der Zigarrenbranche sorgte für befriedigende Erträge. Ohne die Kunden im Ausland hätte die Produktion bis zu einem Drittel eingeschränkt werden müssen. Um 1928 kam es zum Umbau der alten Turnhalle des ehemaligen Gymnasiums an der Leopoldstraße, die als Lagerraum in den Betrieb integriert wurde.
Im November 1927 brachte ein dreiwöchiger Streik in der Zigarrenindustrie erhebliche Verluste für den Betrieb. Lohnerhöhungen in der Zigarrenbranche führten zu einem Preisanstieg der Endprodukte, der neue Verpackungen erforderlich machte. Die im Lager vorrätigen Zigarrenausstattungen mussten zum Teil vernichtet werden. Die schlechter werdende Auftragslage besonders im Export zog eine Verkürzung der wöchentlichen Arbeitszeit um rund 6 Stunden nach sich, so dass an Samstagen nicht mehr gearbeitet wurde.
Die Weltwirtschaftskrise im Jahr 1929 sowie der äußerst strenge Winter mit einer Influenza-Epidemie verschlechterten zunehmend die schwierige ökonomische Lage. Hinzu kam eine 4-prozentige Lohnerhöhung, die allerdings durch höhere Preise nahezu ausgeglichen werden konnte. In dieser Zeit gingen eine Anzahl anderer namhafter Druckereien in Konkurs. Viele Länder reagierten auf die Wirtschaftskrise mit Exportbeschränkungen. Die Geschäftsbeziehungen zu den USA waren im Juli 1933 völlig zum Erliegen gekommen, so dass die Arbeitszeit auf 16 Wochenstunden reduziert werden musste.
Zu dieser Zeit war Adolf Hitler bereits sechs Monate Reichskanzler und regierte mit Notverordnungen. Im Geschäftsbericht vom 8. April 1933, eine Woche nach dem Judenboykott, erscheint erstmals das Wort Judenhetze. Klingenberg hatte eine Vielzahl jüdischer Kunden und die Geschäftsleitung zeigte sich empört über die zunehmende Judenverfolgung in der Zeit der Naziherrschaft. Alex Hofmann setzte seine Hoffnung auf die deutsche Regierung, die alles, was in ihrer Macht steht tun sollte, damit derartige Ausschreitungen in Deutschland endgültig unterblieben. Er erwartete, dass danach das Ausland wieder Vertrauen in deutsche Verhältnisse gewinnen würde und die Exportindustrie wieder aufleben könne. Aus Schweden hatte die Geschäftsleitung den Hinweis erhalten, dass bei dortigen Kunden Schilder mit der Aufschrift Besuche von Deutschen nicht erwünscht aufgehängt waren. Für das Geschäft in den USA war die Boykottierung deutscher Waren besonders schlimm, da jedes Zigarrenetikett mit der Aufschrift Printed in Germany versehen sein musste. Der Umsatzrückgang im Export zwang die Geschäftsleitung gegen Ende 1933, das Personal in der Druckerei von 500 auf 350 Mitarbeiter zu reduzieren, die zudem nur an zwei Tagen der Woche in zwei Schichten arbeiteten. Im Jahr 1934 konnte Klingenberg nur noch nach Finnland, Dänemark, England und bedingt nach Brasilien und Argentinien exportieren und die finanzielle Situation blieb weiterhin angespannt.
Mit dem Ausbruch des Zweiten Weltkriegs 1939 kam das Auslandsgeschäft nahezu völlig zum Erliegen. Schwierigkeiten brachten zudem die Beschaffung von Betriebsstoffen und die gestiegenen Kosten von Druckfarbe, Papier, Kohlen und nicht zuletzt von Lithografiesteinen. Von den Betriebsangehörigen wurden rund 50 junge Männer und Frauen zum Militärdienst eingezogen oder dienstverpflichtet. Es gab jedoch nachweislich keine ausländischen Zwangsarbeiter bei Klingenberg.

### Nachkriegszeit und Ende in Detmold (1946–2002)
Die Firmengebäude überstanden den Zweiten Weltkrieg bis auf ein paar zerbrochene Fensterscheiben nahezu unbeschädigt. Allerdings waren Reparaturen an den Gebäuden und Dächern zwingend notwendig. Am 5. April 1945 ging Alex Hofmann ins Rathaus, um sich über die wiederholten „Besuche“ amerikanischer Soldaten in seiner Firma zu beschweren und bat um ein Off-Limits-Plakat (Betreten verboten). Das nahm der amerikanische Stadtkommandant zum Anlass, um ihn zum Bürgermeister von Detmold zu ernennen. Er hatte das Amt kurzzeitig vom 5. April bis 14. Juni 1945 inne.
Um den Betrieb besser auszulasten, schloss Klingenberg am 12. Juni 1947 einen Vertrag mit der Detmolder Ariston Spielkarten GmbH und beteiligte sich am Stammkapital. Ariston mietete einen 565 m² großen Arbeitssaal in der zweiten Etage des Fabrikgebäudes an der Hornschen Straße. Die Druckerei übernahm sämtliche Druckaufträge der Spielkartenproduktion und Weiterverarbeitung und stellte zusätzlich Büromaterial und Transporteinrichtungen zur Verfügung.
Eine wichtige Investition wurde in dieser Zeit jedoch nicht getätigt, nämlich die Umstellung auf ein moderneres, wirtschaftlicheres Druckverfahren. Seit Beginn des 20. Jahrhunderts hatte sich der Offsetdruck entwickelt und den Steindruck sukzessive abgelöst. Klingenberg versäumte es, hier rechtzeitig zu investieren und sowohl in der Reproduktion, als auch im Druck auf das neue Verfahren umzustellen. Zu Beginn der 1950er Jahre liefen im Maschinensaal noch immer 24 von ehemals 35 alten Steindruckmaschinen und erst zwei neue Offsetdruckmaschinen waren aufgestellt worden. Wirtschaftliche Schwierigkeiten ließen nicht lange auf sich warten.
Am 10. Februar 1959 bekam Alex Hofmann vom Regierungspräsidenten Gustav Galle das Bundesverdienstkreuz verliehen. Nach seinem Tod im Sommer 1959 kam es in der Geschäftsführung der Firma Klingenberg zu häufigen Wechseln. Am 17. Oktober 1959 wurden Else Hofmann, Johannes Hempel und Christian Wichmann zu neuen Gesellschaftern bestellt. Wichmann blieb nur zwei Jahre im Amt und wurde am 23. Juni 1962 von Georg Posselt abgelöst, einige Monate später schied auch Else Hofmann aus.
Die schwierige wirtschaftliche Lage machte es 1969 erforderlich, die Geschäftsanteile der Firma Klingenberg an die Bielefelder Unternehmensgruppe Gundlach zu verkaufen. Gleichzeitig übernahm Willi Schöss von Gundlach gemeinsam mit Johannes Hempel von Klingenberg die Geschäftsleitung. Nach Hempels Tod übernahm Willy Günther dessen Aufgaben. Willy Schöss schied im Oktober 1979 aus Altersgründen aus und für ihn kam Bernhard von Schubert als Geschäftsführer. Im Jahr 1979 zog der gesamte Betrieb in einen Neubau im Hansaweg im Westen Detmolds um. Der alte Fabrikkomplex an der Leopold-, Ecke Hornsche Straße stand fast zwei Jahre lang leer. Als der Abriss der Gebäude drohte, kam es am 2. November 1980 zur Besetzung der ehemaligen Fabrik, weil die Vernichtung der historischen Fabrikgebäude verhindert werden sollte. Am 12. Januar 1981 um 4 Uhr morgens räumte ein starkes Polizeiaufgebot die Gebäude, die nun gegen den Protest einiger Detmolder Bürger abgerissen wurden. Zum Firmenkomplex gehörte auch das unter Denkmalschutz stehende neoklassizistische Haus Münsterberg, dessen Besitzer Oskar Münsterberg einst Gesellschafter der Druckerei war. Dieses Haus wurde 1986 in einer spektakulären Aktion um rund sieben Meter verschoben.
Am 20. Februar 1984 wurde Rolf Merker neben Willy Günther zum Geschäftsführer ernannt. Im Jahr 1992 feierte die Firma Gebr. Klingenberg in Detmold ihr 125-jähriges Firmenjubiläum. Dieses Datum stimmte allerdings nicht, denn irrtümlich war das Gründungsdatum auf das Jahr 1867 anstatt 1865 gelegt worden, wie sich später herausstellte. Schon das 100-jährige Jubiläum hatte man fälschlich im Jahr 1967 begangen. Aus Anlass der 125-jährigen Jubiläums gab es im Lippischen Landesmuseum Detmold vom 31. Oktober bis 6. Dezember 1992 eine Sonderausstellung. Zehn Jahre später wurde der Detmolder Betrieb aus wirtschaftlichen Erwägungen stillgelegt. Die Lippische Landeszeitung titelte am 19. Oktober 2002: Nur ein paar Namen bleiben. Damit ist unter anderem die Klingenbergstraße in Detmold gemeint.
Den Namen Klingenberg tragen heute zwei andere Betriebe in Deutschland, nämlich seit 1991 die Firma Gebr. Klingenberg Buchkunst Leipzig GmbH und die Klingenberg Berlin GmbH. Die Klingenberg Berlin GmbH gehört heute zur Gundlach-Gruppe, die Gebr. Klingenberg Buchkunst Leipzig GmbH wurde zum 30. Juni 2009 an die Messedruck Leipzig GmbH veräußert. Das laufende Geschäft ging mit 55 Mitarbeitern auf den Käufer über. Das Unternehmen sollte am derzeitigen Standort und in seiner Funktion weitergeführt werden. Nach der Insolvenz im Dezember 2012 hat die Messedruck Leipzig im Februar 2013 den Geschäftsbetrieb eingestellt.

## Produktion und Produkte

### Lithografie, Stein- und Offsetdruck

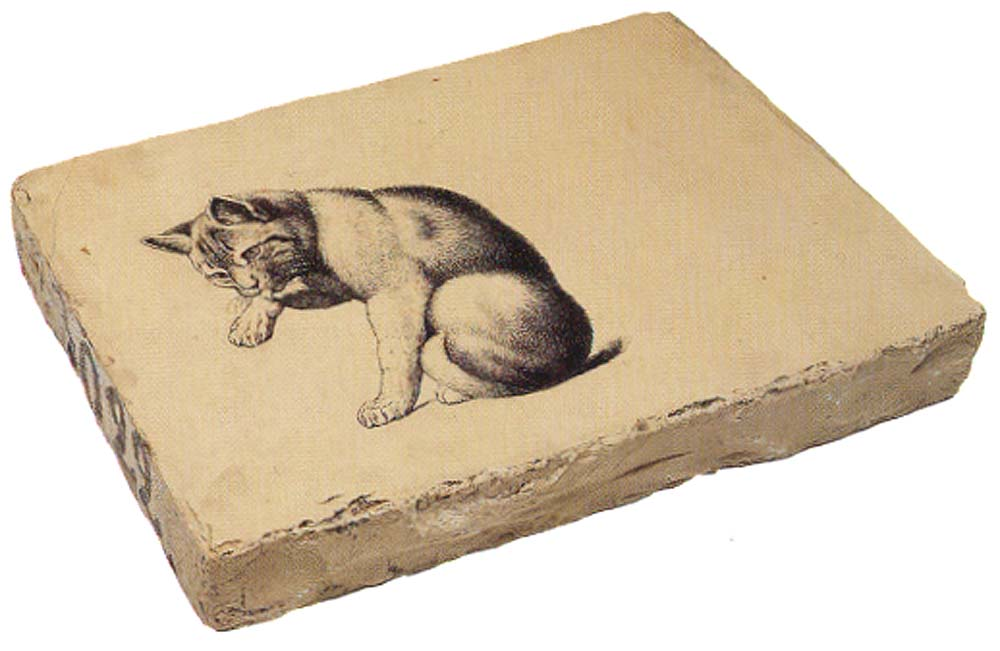
Lithografiestein mit dem Logo der Fa. Hoffmanns Stärke

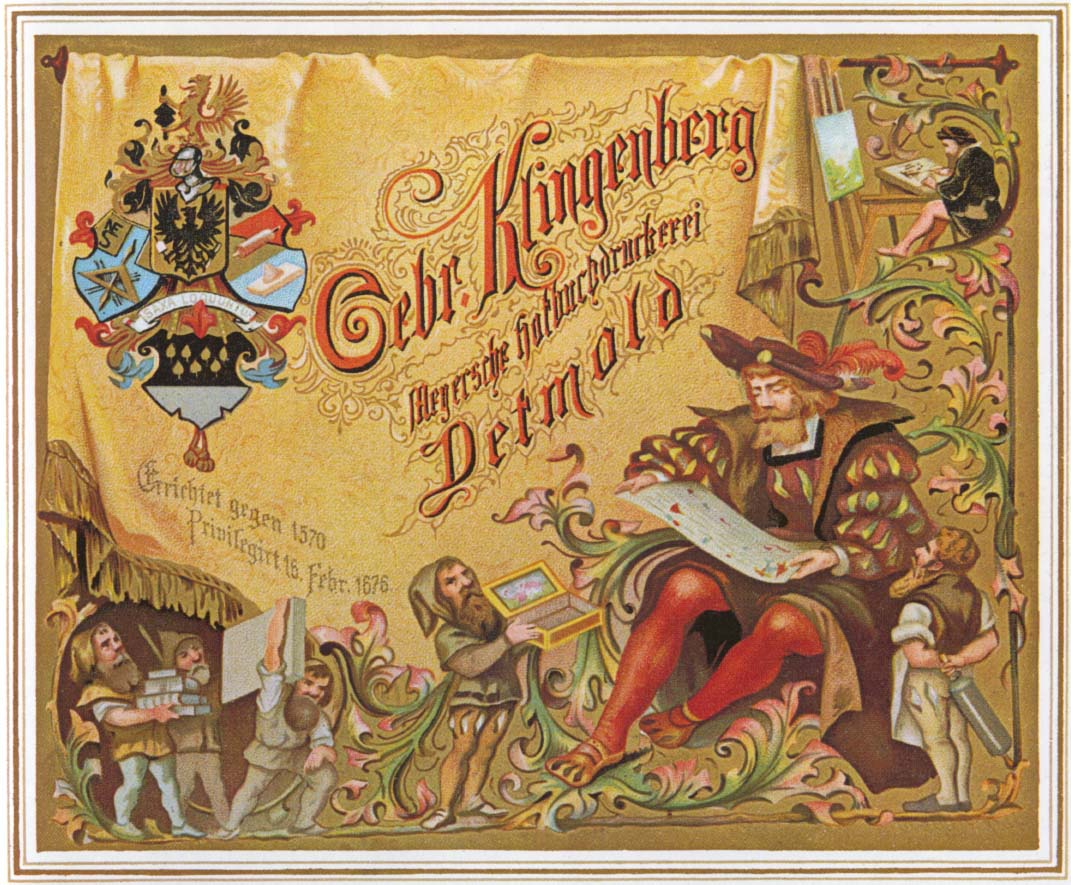
Eigenwerbung aus den 1880er Jahren

Zur Zeit der Firmengründung in den 1860er Jahren war der Steindruck das einzige Druckverfahren, das größere Auflagen farbiger Drucksachen ermöglichte. Der Steindruck basiert auf einer Erfindung von Alois Senefelder aus dem Jahr 1798. Er gehört zu den Flachdruckverfahren, bei dem druckende und nichtdruckende Teile in einer Ebene liegen. Der Druckträger ist ein Kalkschieferstein, der in Solnhofen in Bayern gebrochen wird. Die druckenden Partien werden vom Lithografen mit fetthaltiger Tusche seitenverkehrt aufgetragen, während die nichtdruckenden Teile mit Wasser benetzt werden und Fett abstoßen. Beim Einfärben des Steins mit fetthaltiger Druckfarbe nimmt nur die Zeichnung Farbe an, die angefeuchtete bildfreie Fläche aber nicht. Ein speziell beschichtetes Chromopapier wird auf den Stein gelegt und unter Druck in der Steindruckpresse abgezogen.
Ein Schüler Senefelders, Gottfried Engelmann, erhielt 1834 ein Patent auf die Entwicklung der Chromolithografie. Mit diesem Verfahren wurden mehrfarbige, hochwertige Drucke hergestellt, die häufig aus bis zu sechzehn verschiedenen Farben bestanden und passgenau übereinandergedruckt wurden. Die Aufgabe des Chromolithografen bestand darin, mit Hilfe der Punktiertechnik sogenannte Halbtöne zu erzielen, die später im Zusammendruck das farbige Bild erzeugten.
Klingenberg spezialisierte sich erfolgreich auf den Druck von Zigarrenkisten-Ausstattungen in diesem Verfahren und wurde in der zweiten Hälfte des 19. Jahrhunderts zum Marktführer in Europa. Zu Beginn des 20. Jahrhunderts entwickelten Ira W. Rubel in den USA und Caspar Hermann in Deutschland nahezu gleichzeitig den Offsetdruck. Hierbei wird von Zink- oder Aluminiumplatten gedruckt, die um einen Zylinder gespannt sind. Über einen zweiten Zylinder mit einem Gummituch wird das Druckbild danach auf das Papier übertragen. Die gegenüber dem Steindruck wesentlich schneller arbeitenden Offsetmaschinen ließen zudem höhere Druckauflagen zu.

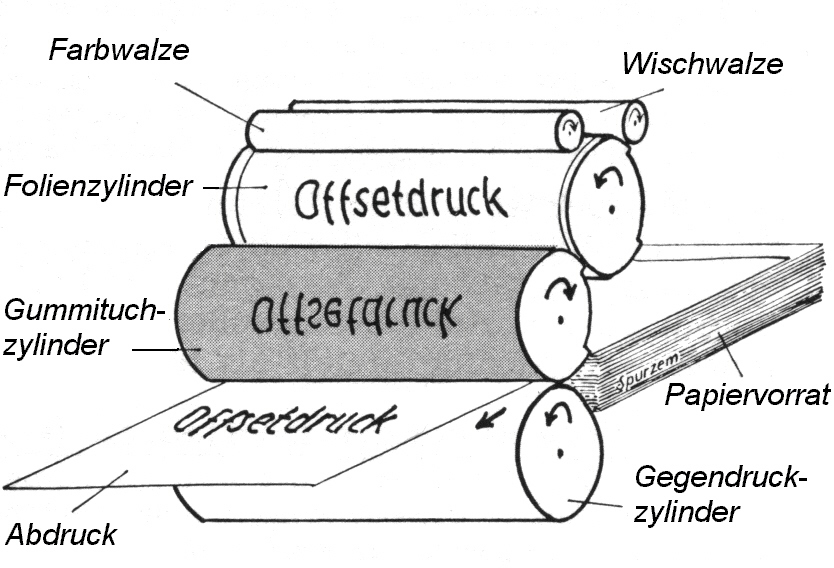
Prinzip des Offsetdrucks

Mitte der 1950er Jahre wurde Klingenberg allmählich, allerdings viel zu spät, auf das moderne und wirtschaftlichere Offsetdruckverfahren umgestellt. Viele Druckereien hatten diesen Schritt schon vor dem Zweiten Weltkrieg unternommen. Das neue Verfahren erforderte zusätzlich die Umstellung der bisherigen Lithografie auf eine fotomechanische Bildreproduktion. Die Druckvorlagen wurden nicht mehr vollständig manuell, sondern mit dem Einsatz einer Reprokamera erstellt. Allerdings mussten die fotografischen Aufnahmen noch stark manuell überarbeitet werden. In den 1960er Jahren wurde das Verfahren verbessert und die manuellen Eingriffe reduzierten sich. Im Laufe der 1970er Jahre kamen zunehmend elektronische Geräte, wie Klischographen und Scanner, in der Reproduktion zum Einsatz, die zu kürzeren Arbeitszeiten und besserer Qualität führten.

### Zigarren- und Liebigbilder

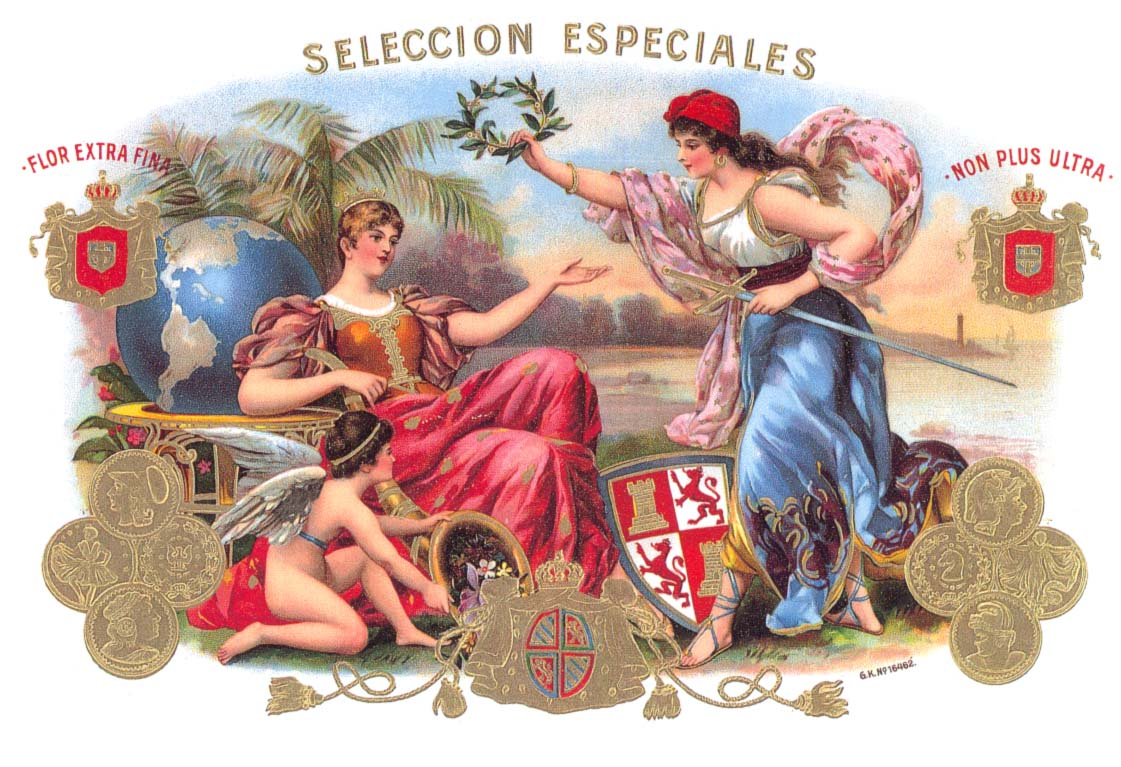
Zigarrendeckelbild um 1900

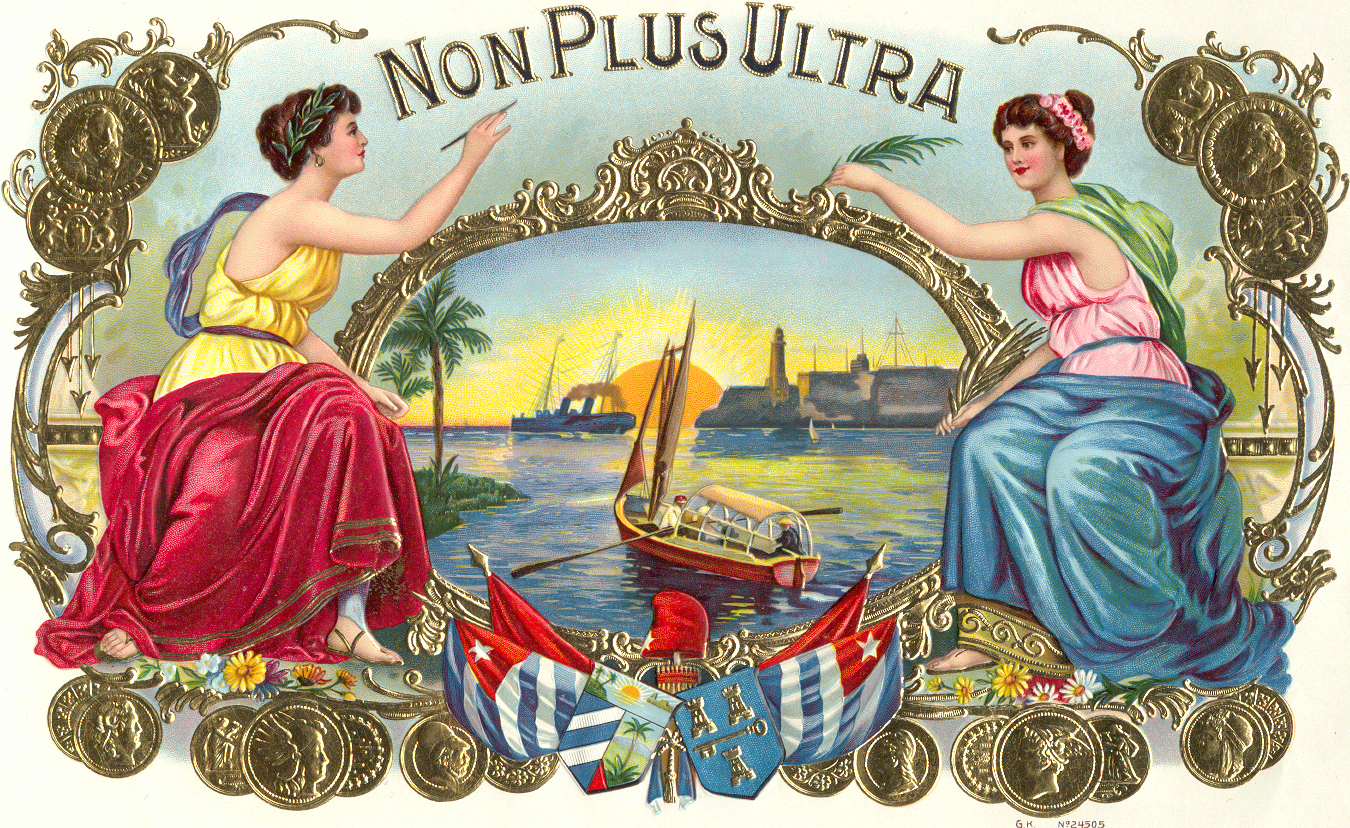
Zigarrendeckelbild um 1907

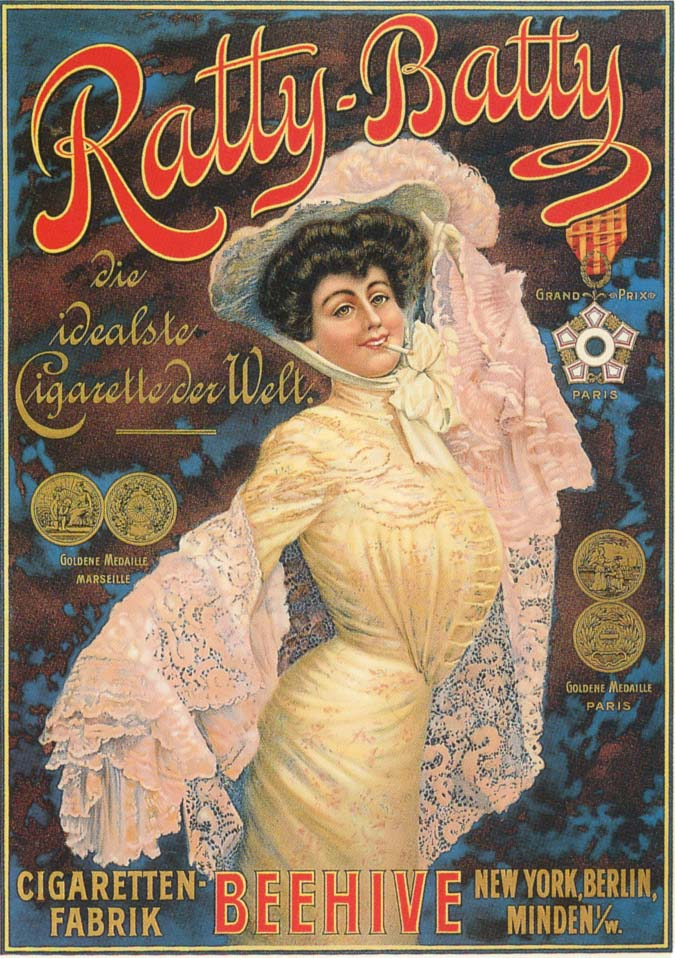
Zigarettenwerbung um 1910

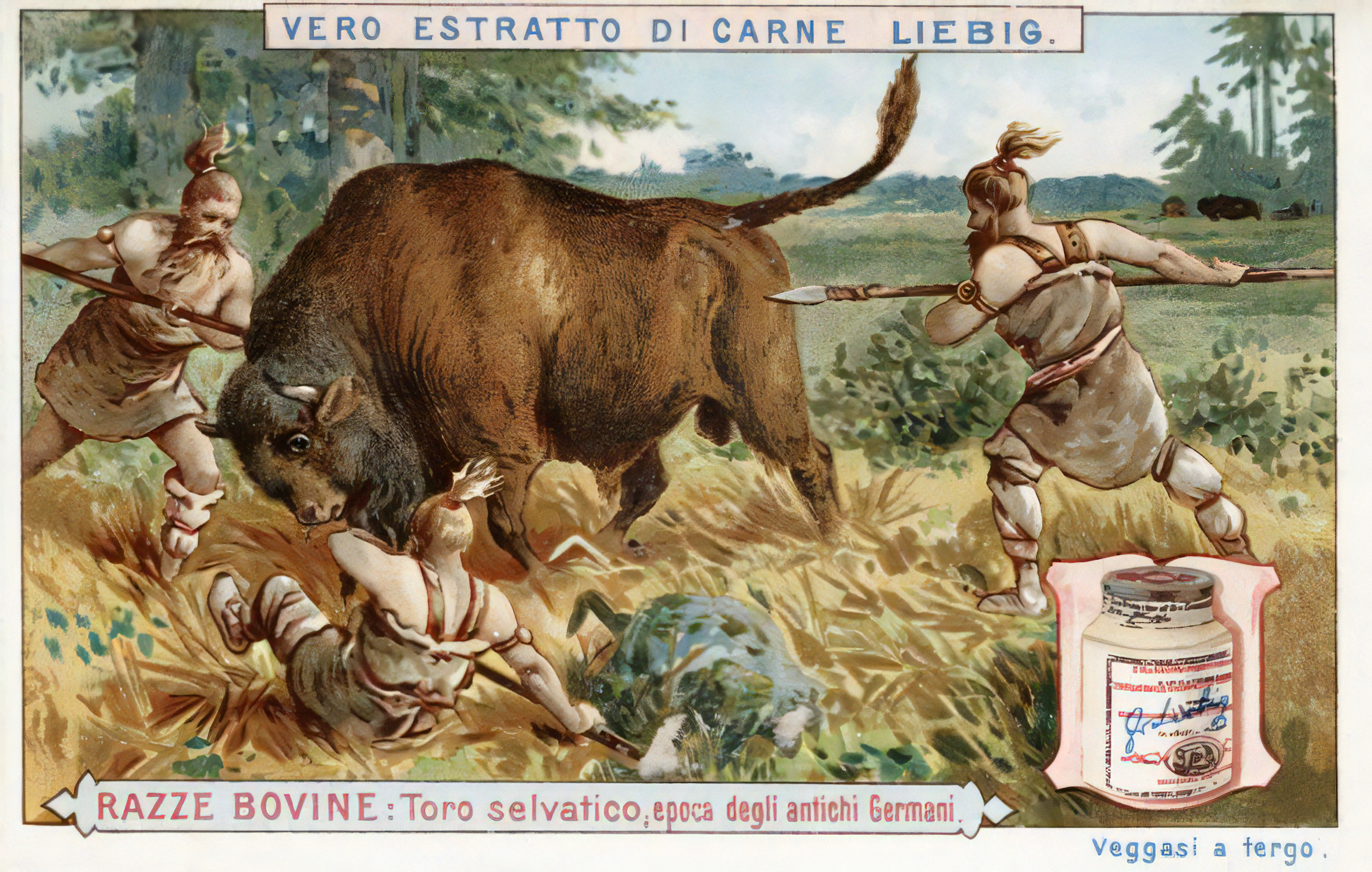
Italienisches Liebigbild um 1900

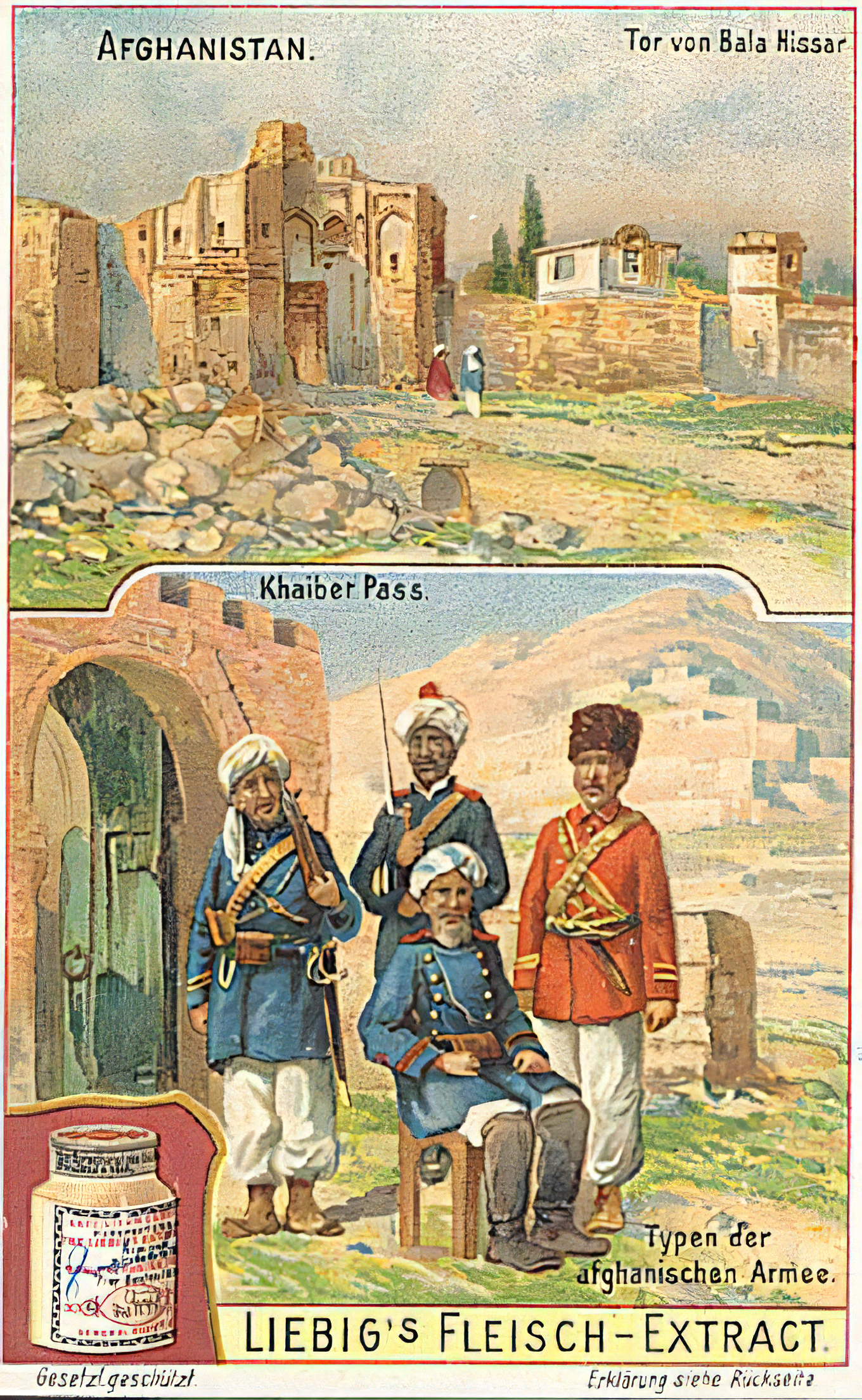
Deutsches Liebigbild um 1910

In Klingenbergs Blütezeit standen im Druckmaschinensaal bis zu 35, von Dampfmaschinen angetriebene, Steindruckmaschinen. Hier wurden in großer Anzahl Zigarrenkisten-Ausstattungen gedruckt, auf die sich der Betrieb spezialisiert hatte. Die aufblühende Zigarrenindustrie zum Ende des 19. Jahrhunderts hatte einen wachsenden Bedarf an diesen Produkten. Die aus Holz bestehenden Zigarrenkisten wurden mit einem Außen- und Innendeckelbild und Beränderungsstreifen beklebt, während die Zigarren selbst Bauchbinden bekamen. Diese Drucksachen waren nach dem Druck noch nicht fertig, sondern wurden lackiert und bekamen in der Regel eine Prägung. Schließlich mussten sie noch geschnitten oder gestanzt werden, wurden verpackt und in alle Welt versandt.
Die Außen- und Innendeckelbilder trugen häufig wiederkehrende Motive. Hier wurden Zigarren rauchende Männer abgebildet oder vornehm gekleidete Damen, die Zigarillo rauchend dargestellt waren. Darüber hinaus gab es Allegorien, Figuren aus der griechischen Mythologie, Ansichten von Tabakfabriken, Tabakplantagen, Stadt- und Landschaftsdarstellungen, Zigarrenabbildungen usw. Diese Vorlagen wurden im Atelier der Firma Klingenberg nach Kundenwünschen entworfen.
Ein weiteres Produkt dieser Zeit waren die sogenannten Liebig-Sammelbilder. Der Name dieser kleinformatigen Abbildungen stammte von Justus Liebig, der einen beliebten aber relativ teuren Fleischextrakt zur Herstellung von Brühe und Suppen herstellte. Zur Verkaufsförderung wurden den Fleischextrakt-Packungen Sammelbilder beigelegt, eine damals ungewöhnliche aber erfolgreiche Idee, sehr beliebt in wohlhabenden Kreisen. Die ersten Liebigbilder erschienen in den 1860er Jahren in Deutschland wie auch im europäischen Ausland. Mit dem Kauf des Fleischextraktes war man zugleich Besitzer eines Liebigbildes, die sich bald zu begehrten Sammlerobjekten entwickelten. Der Bedarf an Liebigbildern wuchs zunehmend und mit dem Druck waren zahlreiche Druckereien beschäftigt. Ab den 1880er Jahren beteiligte sich auch Klingenberg am Druck dieser Sammelbilder.
Laut F. Dresers Liebigbilder Katalog druckte Klingenberg die Serie Nationaltrachten, die in deutscher, französischer, italienischer, englischer und holländischer Sprache erschien. Andere Serien zeigten Ereignisse aus der Naturkunde, Kultur- und Zeitgeschichte und Völkerkunde.

### Erzeugnisse im Offsetdruck
Die meisten Aufträge in der Nachkriegszeit kamen aus der Lebensmittel- und Spirituosenbranche, aber auch noch aus der Zigarrenindustrie. Es handelte sich hauptsächlich um mehrfarbige Etiketten für Flaschen und Dosen, dazu kamen Plakate, Kalender, Werbedrucke und Kartonagen. In den 1970er Jahren wurden großformatige Fototapeten produziert, die aus bis zu acht Teilen bestanden. Die dazugehörigen Reproduktionen wurden bei Zulieferern eingekauft. In den 1980er Jahren, als die neuen Räume in der Hansastraße bezogen waren, kamen Aufträge aus der Automobil- und Zigarettenindustrie hinzu.

## Innerbetriebliche Strukturen

### Personal

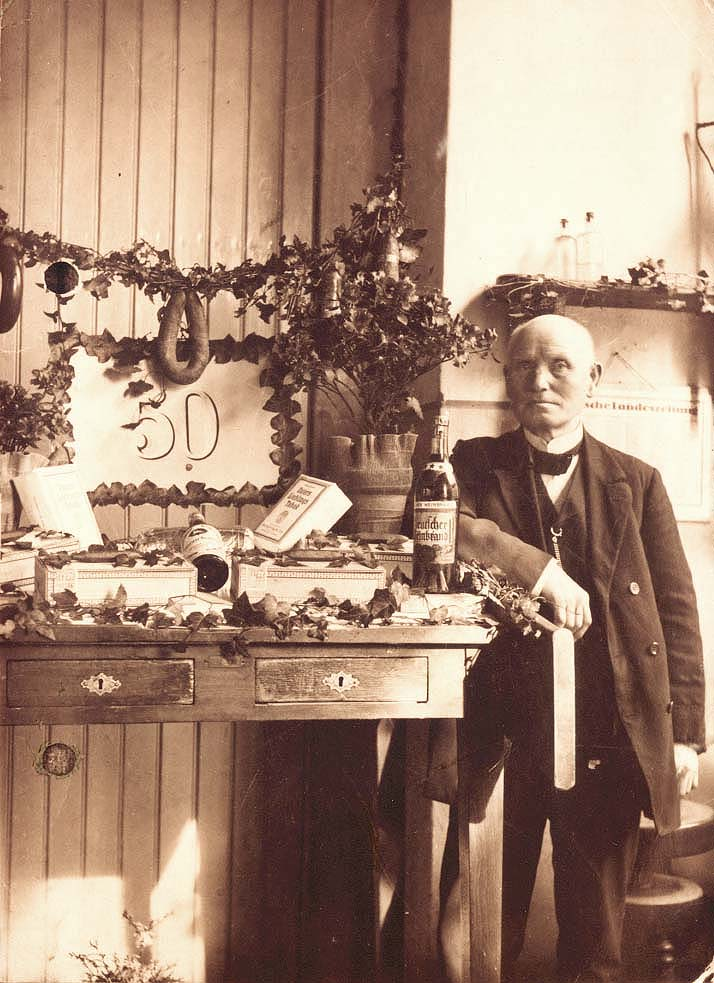
50. Arbeitsjubiläum bei Klingenberg, um 1928

Dem Mitgliederverzeichnis der Betriebskrankenkasse ist zu entnehmen, wie viele Mitarbeiter in der Druckerei im Jahr 1891 beschäftigt waren. Das Verzeichnis weist 131 Männer und 141 Frauen aus, wobei die Frauen in der Regel Hilfstätigkeiten ausübten und offiziell als Fabrikarbeiterinnen bezeichnet wurden. Die Männer waren in der Mehrzahl Facharbeiter und die Steindrucker bildeten mit 22 Arbeitern die größte Gruppe. Der Anteil der Lehrlinge im Steindruck war mit 30 Personen erstaunlich hoch. Nicht aufgeführt in dieser Liste sind die Angestellten aus Verwaltung und Vertrieb, bei Klingenberg wurden sie Expedienten genannt. Dazu kamen Sekretärinnen und Stenografinnen, die über Fremdsprachenkenntnisse in Englisch, Französisch oder Spanisch verfügen mussten.
Während die Mehrzahl der Ende des 19. Jahrhunderts beschäftigten männlichen Mitarbeiter im Stadtbereich wohnte, kamen viele Fabrikarbeiterinnen aus den umliegenden Dörfern und hatten vor und nach der Arbeit einen Fußmarsch von mehreren Kilometern zurückzulegen. Von den 131 Männern waren nur 67 Personen unter 22 Jahre alt, von den 141 Frauen waren jedoch 118 unter dieser Altersgrenze. Das niedrige Alter der Frauen war vermutlich darin begründet, dass sie damals relativ früh heirateten und verheiratete Frauen eher zuhause blieben und den Haushalt versorgten. Die Facharbeiter traten in der Regel mit 14 Jahren nach der Schule in die Firma ein und absolvierten eine vierjährige Lehre als Lithograf oder Steindrucker. Die meisten von ihnen blieben dem Betrieb ihr Leben lang treu und wenn die Gesundheit es erlaubte, erlebten sie ihr fünfzigstes Arbeitsjubiläum. Eher seltene Ausnahmen waren dagegen sechzigste Arbeitsjubiläen, die entsprechend gefeiert wurden.
| Mitarbeiter 1891              | Mitarbeiter 1891 |
| Beruf                         | Anzahl           |
| ----------------------------- | ---------------- |
| Steindrucker                  | 22               |
| Steindrucker-Lehrlinge        | 30               |
| Maschinenmeister, Obermeister | 21               |
| Lithografen                   | 13               |
| Lithografen-Lehrlinge         | 05               |
| Buchbinder                    | 10               |
| Steinschleifer                | 07               |
| Fabrikarbeiter                | 07               |
| Kutscher                      | 02               |
| Buchdrucker                   | 01               |

| Mitarbeiter 1891 | Mitarbeiter 1891 |
| Beruf            | Anzahl           |
| ---------------- | ---------------- |
| Zinkograf        | 01               |
| Maler            | 01               |
| Schlosser        | 01               |
| Techniker        | 01               |
| Monteur          | 01               |
| Heizer           | 01               |
| Hausmeister      | 01               |
| Bürodiener       | 01               |
| Sonstige         | 05               |
| Männer insgesamt | 1310             |

| Mitarbeiterinnen 1891         | Mitarbeiterinnen 1891 |
| Beruf                         | Anzahl                |
| ----------------------------- | --------------------- |
| Fabrikarbeiterinnen           | 83                    |
| Punktiererinnen, Stecherinnen | 40                    |
| Blattgoldauflegerinnen        | 07                    |
| Prägerinnen                   | 04                    |
| Aufseherinnen                 | 02                    |
| Malerinnen                    | 02                    |
| Anlegerin                     | 01                    |
| Zimmermädchen                 | 01                    |
| Haushälterin                  | 01                    |
| Frauen insgesamt              | 1410                  |

| Mitarbeiter/-innen 1967 bis 1992              | Mitarbeiter/-innen 1967 bis 1992 | Mitarbeiter/-innen 1967 bis 1992 | Mitarbeiter/-innen 1967 bis 1992 | Mitarbeiter/-innen 1967 bis 1992 |
| Beruf                                         | Juli 1967                        | Juli 1977                        | Juli 1987                        | Juli 1992                        |
| --------------------------------------------- | -------------------------------- | -------------------------------- | -------------------------------- | -------------------------------- |
| Lithografen                                   | 07                               | 03                               | 1                                | 1                                |
| Lithografen (weibliche Auszubildende)         | 04                               | –                                | –                                | –                                |
| Drucker                                       | 24                               | 16                               | 18                               | 25                               |
| Drucker (männliche Auszubildende)             | 03                               | 01                               | 05                               | 07                               |
| Druckformhersteller (weibliche Auszubildende) | 0–                               | 0–                               | 01                               | 0–                               |
| div. Facharbeiter (Schlosser, Buchbinder)     | 07                               | 08                               | 04                               | 04                               |
| Hilfsarbeiter                                 | 17                               | 14                               | 13                               | 16                               |
| Hilfsarbeiterinnen                            | 45                               | 34                               | 18                               | 06                               |
| Kaufmännische Angestellte (männlich)          | –                                | 03                               | 08                               | 09                               |
| Kaufmännische Angestellte (weiblich)          | –                                | 17                               | 03                               | 05                               |
| Technische Angestellte                        | –                                | 07                               | 07                               | 07                               |
| Gesamt                                        | 1070                             | 1030                             | 78                               | 81                               |

Im Jahr 1967 fehlen die kaufmännischen und technischen Angestellten, die im Mitarbeiterverzeichnis nicht aufgeführt waren.

### Betriebliche Sozialleistungen
Im Jahr 1901 wurde eine firmeneigene Sparkasse und eine Unterstützungskasse gegründet, die den Namen W. Hofmanns Pensions- und Unterstützungskasse trug. Kommerzienrat Willy Hofmann hatte diese Kasse durch eine Stiftung aus seinem Privatvermögen ins Leben gerufen. Die Betriebskrankenkasse wurde 1898 gegründet und zahlte den Mitarbeitern Krankengeld. Über dessen Höhe und Zahldauer ist nichts Konkretes bekannt. Waren jedoch Mitarbeiter oder Mitarbeiterinnen über einen längeren Zeitraum erkrankt, so behielt sich die Firmenleitung vor, bis auf weiteres nur die Hälfte des Lohns oder Gehalts zu zahlen.
Seit 1893 gab es eine Fabrikbibliothek, von der alle Beschäftigten kostenlos ein Buch für vier Wochen ausleihen durften. In der Fabrikordnung heißt es dazu: Wer ein Buch zerrissen, stark verschmutzt ... hat, dass eine fernere Verleihung desselben ausgeschlossen ist, hat für den Wert aufzukommen. Sind Eselsohren, sonstige Verunreinigungen, handschriftliche Bemerkungen und dergleichen darin angebracht, so muss der Entleiher eine Geldentschädigung entsprechend der Beschädigung leisten. Die Gelder fließen in die Bibliothek und dienen zur Ausbesserung und zum Ankauf neuer Bücher.
Im Jahr 1924 gab es eine Badeanstalt in der Fabrik mit fünf Badewannen und fünf Duschen für Betriebsangehörige und deren Familien. Viele Menschen hatten in dieser Zeit keine Bade- oder Duschmöglichkeiten in ihren Wohnungen, deshalb hatte die Firmenleitung diese Badeabteilung für ihre Mitarbeiter eingerichtet. Die Badeanstalt existierte bis in die 1950er Jahre.

### Die Fabrikordnung von 1914
In der Fabrikordnung von 1914 hat die Firmenleitung einen Teil der innerbetrieblichen Verhaltensweisen geregelt. Zum Beispiel wurden die Gründe aufgelistet, die zu einer fristlosen Entlassung führten. Diese waren an die Statuten der Reichsgewerbeordnung angelehnt:
1. Das Vorzeigen und Angeben falscher Arbeitspapiere und Zeugnisse
2. Eine liederliche Lebensführung
3. Arbeitsverweigerung, unbefugtes Verlassen des Arbeitsplatzes
4. Unvorsichtiger Umgang mit Feuer und Licht
5. Tätlichkeiten oder grobe Beleidigung gegen den Arbeitgeber und seinen Familienangehörigen
6. Vorsätzliche und rechtswidrige Sachbeschädigung
7. Verstoß gegen die guten Sitten
8. Arbeitsunfähigkeit oder ansteckende Krankheiten
9. Eigennützige Verwendung von Arbeitsmaterial
10. Mitteilung von betrieblichen Geschehnissen
11. Gefährdung der Betriebsordnung und -sicherheit
12. Stilllegung des Betriebes von mehr als sechs Tagen durch Feuer oder Wasser[14]

### Arbeitszeiten und Urlaub
Um 1894 wurden bei Klingenberg rund 51 bis 52 Stunden pro Woche gearbeitet. 1914 hatte sich die Arbeitszeit auf 47 bis 48 Wochenstunden reduziert. Die hier angegebenen Zeiten verteilten sich auf sechs Tage in der Woche und waren reine Arbeitszeiten ausschließlich der Pausen. Nach dem Zweiten Weltkrieg gab es wieder die 48-Stunden-Woche, die am 1. Oktober 1956 auf 45 Stunden verkürzt wurde. In den Folgejahren kam es zu einer stufenweisen Arbeitszeitverkürzung, bis in den 1990er Jahren die 37-Stunden-Woche erreicht war.
Im Jahr 1957 wurde in einer Betriebsversammlung an die Belegschaft appelliert, die Arbeitszeit voll mit Arbeitsleistung auszufüllen. Die Firmenleitung bat die Beschäftigten eindringlich um pünktlichen Arbeitsbeginn und verurteilte vorzeitiges Verlassen des Arbeitsplatzes. Arbeitsbeginn und -ende sowie die Mittagspause wurden durch den schrillen Pfiff einer Dampfpfeife angekündigt, der in ganz Detmold zu hören war. Immer wieder würde beobachtet, dass Arbeiterinnen und Arbeiter vor dem das Arbeitsende ankündigenden Pfeifton ihren Arbeitsplatz verließen und sogar schon umgezogen das Werkstor passierten.